# Bahía Avatele
La bahía Avatele es una bahía extensa se encuentran en la costa sudoeste de la isla de Niue, en la Polinesia, (Océano Pacífico Sur). Se extiende desde la punta Tepa en el extremo suroeste, hacia el norte hasta la punta Halagigie, en el extremo occidental de dicha isla. En las cercanías de la esta bahía se encuentran dos pequeños asentamientos: Tamakautoga y Avatele. A su vez, a lo largo de la costa de esta bahía se encuentra la carretera que conecta con la ciudad de Alofi. Esta bahía rodea la playa Avatele, que es la más grande y conocida de la isla de Niue.